# Eduardo Allax
Eduardo, właśc. Eduardo Allax Scherpel (ur. 2 lipca 1977 w Rio de Janeiro) – brazylijski piłkarz, grający na pozycji bramkarza, trener piłkarski.

## Kariera piłkarska

### Kariera klubowa
W 1998 rozpoczął karierę piłkarską w Portuguesa. Potem występował w klubach Bangu AC, Atlético Mineiro, Grêmio, Brasiliense, América-RJ, Náutico, Ceará, Resende i Figueirense, gdzie zakończył karierę w 2011 roku.

## Kariera trenerska
Karierę szkoleniowca rozpoczął w 2012 roku. Trenował kluby Duque de Caxias, Resende, Gama i Nova Iguaçu.

## Sukcesy i odznaczenia

### Sukcesy piłkarskie
Náutico
- zdobywca Taça do Centenário do Clássico dos Clássicos: 2009